# Jake Stewart
Thomas Jake Stewart (født 2. oktober 1999 i Coventry) er en professionel cykelrytter fra Storbritannien, der er på kontrakt hos Israel-Premier Tech.

## Karriere
Efter at Stewart i to sæsoner kørte for Groupama-FDJs udviklingshold på kontinentalniveau, rykkede han fra 2021 op på World Tour-holdet med en toårig kontrakt.